# Hans Schönbaumsfeld
Hans Schönbaumsfeld (5 de março de 1900 – março de 1972) foi um esgrimista austríaco que participou dos Jogos Olímpicos de Verão de 1928 e de 1936, sob a bandeira da Áustria.